# Walter Boyce
Walter Boyce (Ottawa, 29 oktober 1946) is een Canadees voormalig rallyrijder.

## Carrière
Walter Boyce won tussen 1970 en 1974 vijf keer achtereenvolgend het Canadees rallykampioenschap. In het inaugurele seizoen van het Wereldkampioenschap rally in 1973 schreef hij met een Toyota Corolla de Noord-Amerikaanse Press-on-Regardless Rally op zijn naam, en is daarmee de enige Canadese én Noord-Amerikaanse winnaar van een WK-rally. Tijdens de Rally Rideau Lakes, de Canadese WK-ronde, in het seizoen 1974, eindigde hij nog op een derde plaats achter de fabrieks-Lancia's van Sandro Munari en Simo Lampinen.
Boyce werd in 2003 geïntroduceerd in de Canadian Motorsport Hall of Fame.

## Complete resultaten in het Wereldkampioenschap Rally

### Overwinningen
| Nr. | Seizoen | Rally                          | Navigator  | Auto           |
| --- | ------- | ------------------------------ | ---------- | -------------- |
| 1   | 1973    | 25th Press-on-Regardless Rally | Doug Woods | Toyota Corolla |

### Overzicht van deelnames
| Seizoen | Inschrijving  | Auto                | 1   | 2   | 3   | 4   | 5     | 6      | 7      | 8     | 9   | 10  | 11    | 12  | 13     | Pos. | Punten |
| ------- | ------------- | ------------------- | --- | --- | --- | --- | ----- | ------ | ------ | ----- | --- | --- | ----- | --- | ------ | ---- | ------ |
| 1973    | Toyota Canada | Toyota Corolla      | MON | ZWE | POR | KEN | MAR   | GRI    | POL    | FIN   | OOS | ITA | VST 1 | GBR | FRA    | -    | -      |
| 1974    | Toyota Canada | Toyota Celica       | POR | KEN | FIN | ITA | CAN 3 |        |        |       |     |     |       |     |        | -    | -      |
| 1974    | Toyota Canada | Toyota Corolla      |     |     |     |     |       | VST NF | GBR    | FRA   |     |     |       |     |        | -    | -      |
| 1977    | Walter Boyce  | Triumph TR7         | MON | ZWE | POR | KEN | NZL   | GRI    | FIN    | CAN 8 | ITA | FRA | GBR   |     |        | -    | -      |
| 1978    | Walter Boyce  | Saab 99 EMS         | MON | ZWE | POR | KEN | GRI   | FIN    | CAN 10 | ITA   | IVK | FRA | GBR   |     |        | -    | -      |
| 1986    | Walter Boyce  | Volkswagen Golf GTI | MON | ZWE | POR | KEN | FRA   | GRI    | NZL    | ARG   | FIN | ITA | IVK   | GBR | VST NF | -    | 0      |

##### Noot
- Het concept van het Wereldkampioenschap rally tussen 1973 en 1976, hield in dat er enkel een kampioenschap open stond voor constructeurs.
- In de seizoenen 1977 en 1978 werd de FIA Cup for Drivers georganiseerd. Hierin meegerekend alle WK-evenementen, plus tien evenementen buiten het WK om.